# 城中街道 (应城市)
城中街道，是中华人民共和国湖北省孝感市应城市下辖的一个乡镇级行政单位。

## 行政区划
城中街道下辖以下地区：
月园社区、汪家台社区、三眼井社区、古城台社区、碾屋社区、光明社区、古城社区、工农路社区、新河社区、长湖社区、星星社区、范河村、保丰村、国光村和周陈村。